# Philippe de Champaigne
Philippe de Champaigne (Bruselas, 26 de mayo de 1602-París, 12 de agosto de 1674) fue un pintor francés clasicista de origen brabanzón. Realizó pinturas decorativas y retratos, pero se le conoce sobre todo por los austeros cuadros que pintó para la Iglesia.

## Vida y carrera

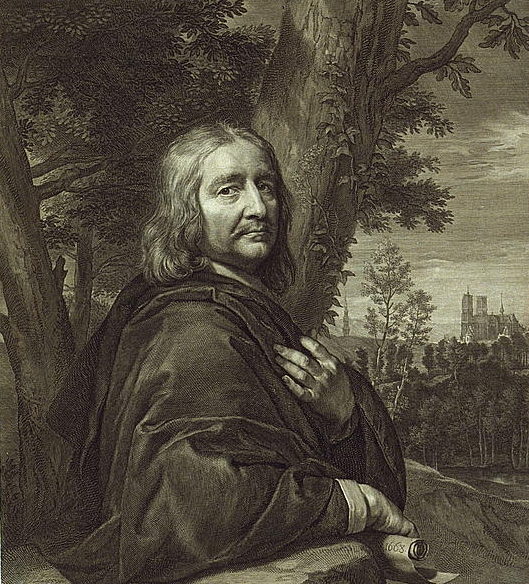
Philippe de Champaigne ante un paisaje de su Bruselas natal, en un grabado de Gérard Edelinck según un autorretrato hoy perdido.

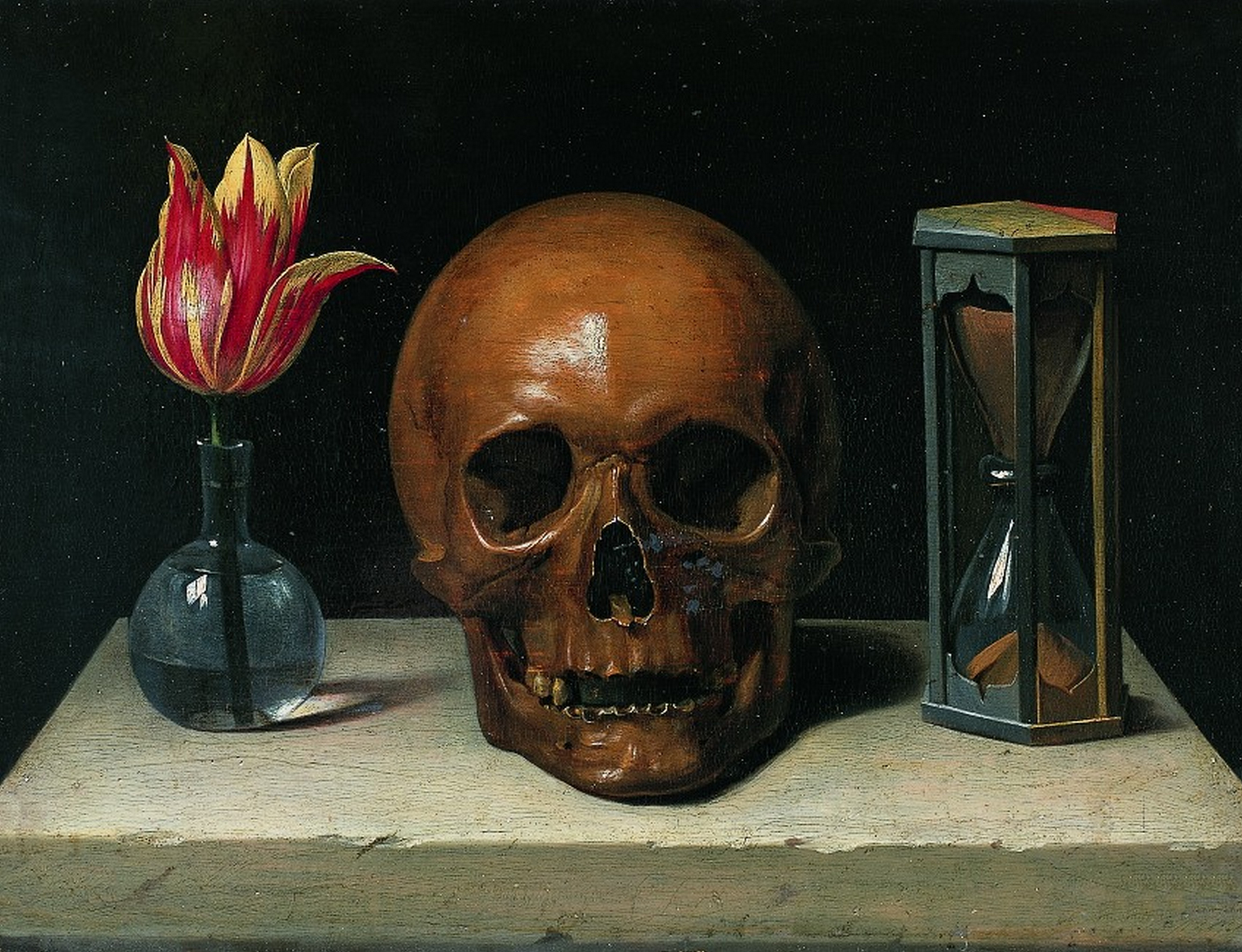
Philippe de Champaigne apuntó fuertemente a la alegoría. Su pieza más famosa es “Vanitas”, una naturaleza muerta donde se busca meditar acerca de lo efímero de la existencia y de la terrible seguridad de la muerte.

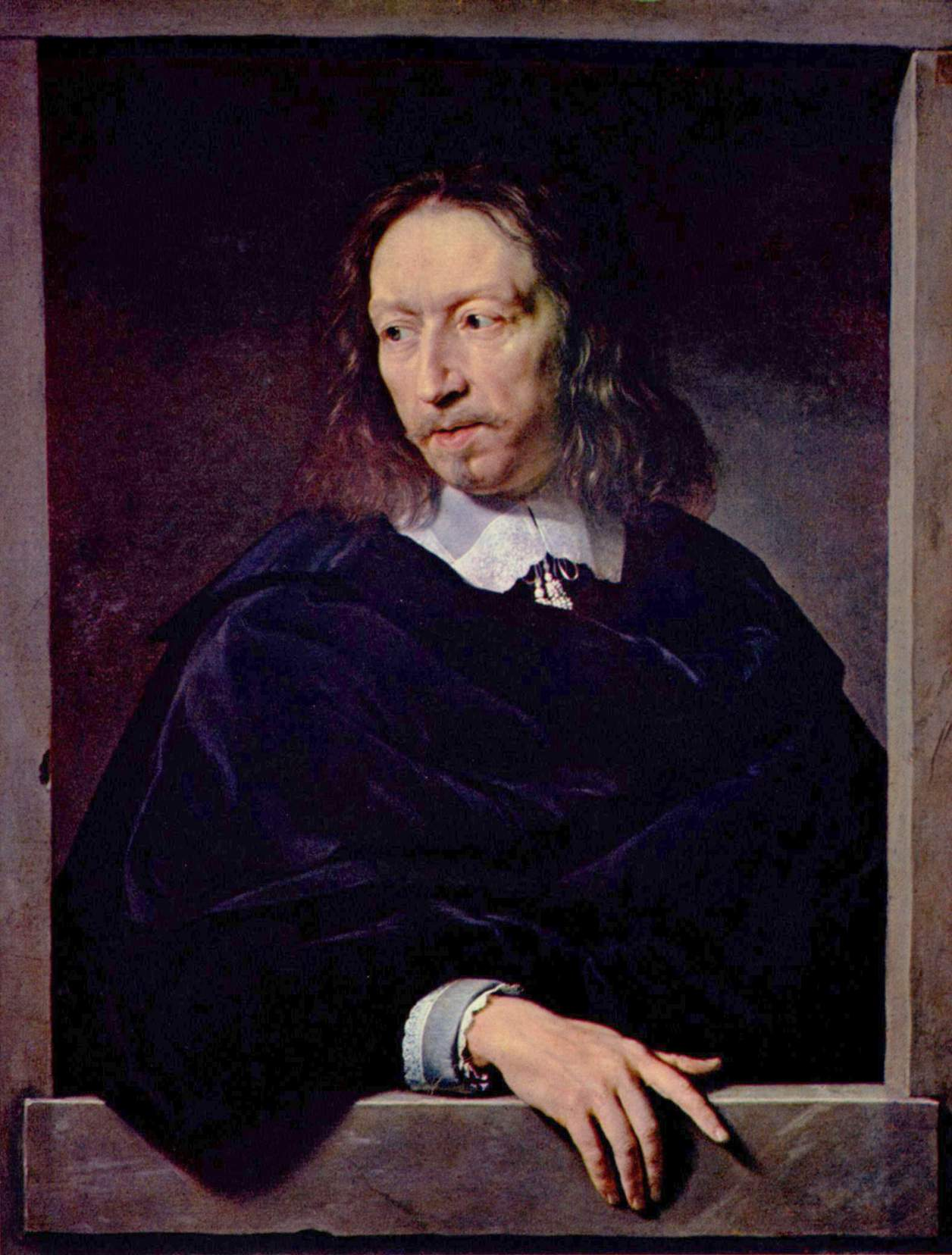
Retrato de Arnauld d'Andilly, pintado por Philippe de Champaigne.

Nació en una familia acaudalada. Se formó con un modesto pintor de paisajes, Jacques Fouquières. Deseaba viajar a Roma, pero se instaló en París en 1621 y, salvo por alguna breve ausencia, vivió allí el resto de su vida.
Para perfeccionarse, trabajó con dos modestos pintores de la tradición manierista: Georges Lallemand y Nicolas Duchesne. En esa época se hizo amigo de Nicolas Poussin, un joven aún desconocido. Bajo la dirección de Duchesne, Philippe de Champaigne y Poussin colaboraron en la decoración del Palacio del Luxemburgo, erigido según deseos de María de Médici, que ejercía de reina regente durante la minoría de edad de su hijo, el futuro Luis XIII.
Según publicó en 1718 el cronista Arnold Houbraken, celos profesionales de Duchesne empujaron a Champaigne a regresar a Bruselas, donde vivió en casa de su hermano. Solo cuando Duchesne falleció, en 1628, Champaigne regresó y se casó con la hija del difunto maestro.
El pintor cayó bajo la influencia del jansenismo después de que su propia hija, víctima de una parálisis, fuese milagrosamente curada en el convento de Port Royal des Champs. Pintó entonces su célebre y atípico Exvoto en 1662. Este cuadro, hoy en el Museo del Louvre, representa a la hija del artista con la madre superiora. Expresó en sus obras el pensamiento jansenista. Su pieza más famosa en este contexto es «Vanitas», que es una naturaleza muerta donde se busca meditar acerca de lo efímero de la existencia y de la terrible seguridad de la muerte. Afirma Macias Fattoruso que el cuadro más significativo de este artista, el que mejor expresa su periodo jansenista, es "Vanitas", que trata de lo efímero de la existencia:

El mensaje de una vitalidad que está a punto de fenecer —pues no es un tulipán aguerrido ni alegre, sino casi mustio— y el implacable reloj de arena están allí como para hacer patente que en este mundo, en la no eternidad, nada dura, por lo que no tiene sentido correr detrás de ninguna gloria en esta porción de infinito en la que estamos penando como si fuéramos extranjeros, visitantes sonámbulos viviendo provisoriamente en una casa prestada.
Macias Fattoruso

Para este autor el acercamiento a Port-Royal por parte del artista ha marcado parte de su obra, seguramente por razones personales:

La esposa del artista, Catherine Duschesne, murió a edad temprana y lo dejó con dos niñas y un varón, lo colocó en el aprieto de afrontar la educación de las criaturas. El muchacho murió en un accidente y las dos niñas fueron a dar al convento de Port-Royal de Champs por recomendación de una influyente amistad de la corte.
Macias Fattoruso

Es por esa razón que ha dejado una galería de retratos vinculados a los temas que interesaron o identificaron a la Abadía, tales como el Retrato de Saint-Cyran, El Buen Pastor, Los Peregrinos de Emaús, San Juan Bautista, Cristo en la Cruz, San Carlos de Borromeo y el célebre Ex-voto, una obra compuesta "en homenaje y agradecimiento a la Madre Angélica", que al parecer acompañó a la hija de Champaigne, sor Catherine, durante un prolongado episodio de parálisis.
Sirvió no solo a la reina viuda Maria de Médici, sino también al cardenal Richelieu, a quien retrató en once pinturas, y además intervino en su residencia parisina, el Palais Cardinal (actual Palais Royal). Fue un autor productivo: realizó decoraciones en la capilla de la Sorbona, en varios conventos, y pintó asimismo obras para la catedral de Notre Dame. Intervino además en la decoración del Palacio de las Tullerías, bajo la dirección de Charles Le Brun. Precisamente Le Brun fue el causante de su relativo declive final; Champaigne se quedó anticuado ante el barroco más expansivo de Le Brun. 
Fue uno de los miembros fundadores de la Real Academia de Pintura y Escultura en 1648, y en 1655 se hizo profesor de la misma. Sus conferencias sobre pinturas de Tiziano se enmarcan en la pugna estética que se vivía en la pintura francesa, entre el clasicismo que daba prioridad al dibujo y el colorismo más afín a Tiziano y la pintura veneciana.
Sus composiciones son simétricas, con sofisticados drapeados y colores frescos (azul intenso, rosa).
Su Autorretrato de 1668 (hoy perdido) alcanzó difusión gracias a un grabado de Gérard Edelinck (1676), que este consideraba su mejor plancha.
En España el Museo del Prado conserva un retrato de su mano: Luis XIII, rey de Francia.